# قزلجة سادات
قزلجة سادات هي قرية في مقاطعة سراب، إيران. عدد سكان هذه القرية هو 245 في سنة 2006.